# Тенетарій-Ной
Тенетарій-Ной (рум. Tănătarii Noi) — село в Молдові в Каушенському районі. Є центром однойменної комуни, до складу якої також входять села Штефенешть та Урсоая-Ноуе.